# Kevin Stitt
John Kevin Stitt (ur. 28 grudnia 1972 w Milton) – amerykański biznesmen i polityk. Członek Partii Republikańskiej. Od 14 stycznia 2019 roku pełni urząd gubernatora stanu Oklahoma.

## Życiorys
Jest obywatelem Narodu Czirokezów i pierwszym indiańskim gubernatorem w historii Stanów Zjednoczonych. Postrzegany jako konserwatywny polityk mocno sprzeciwiający się prawom aborcyjnym, programowi Medicaid i będący dumnym członkiem National Rifle Association of America.
Stitt jest założycielem i dyrektorem generalnym Gateway Mortgage Group, firmy udzielającej kredytów hipotecznych. Absolwent Uniwersytetu Stanu Oklahoma, gdzie studiował rachunkowość.
Syn pastora, żonaty od 1998 roku z Sarą, z którą mają sześcioro dzieci. Mieszkają w Tulsie i uczęszczają do zielonoświątkowego Woodlake Church.
Popiera stosowanie kary śmierci. Do 20 marca 2025 roku odmówił łaski szesnastu mordercom skazanym na śmierć, w wyniku czego zostali oni straceni przez wstrzyknięcie trucizny.